# Teguise
Teguise es una ciudad y municipio español perteneciente a la isla de Lanzarote, en la provincia de Las Palmas, comunidad autónoma de Canarias. El municipio se extiende en una franja que va desde la costa este a la oeste, y comprende diversas localidades así como la isla de La Graciosa y los demás islotes del archipiélago Chinijo.
La Villa de Teguise fue la capital de Lanzarote hasta el traslado en 1847 de la sede a la ciudad de Arrecife, siendo Teguise el segundo municipio más poblado de Lanzarote tras esta. El municipio no obstante, sigue siendo considerada la capital eclesiástica de la isla, al contar con la parroquia matriz insular, Nuestra Señora de Guadalupe.
Está catalogado como Uno de Los Pueblos Más Bonitos de España desde el año 2019 y pertenece desde entonces a la asociación homónima.

## Geografía

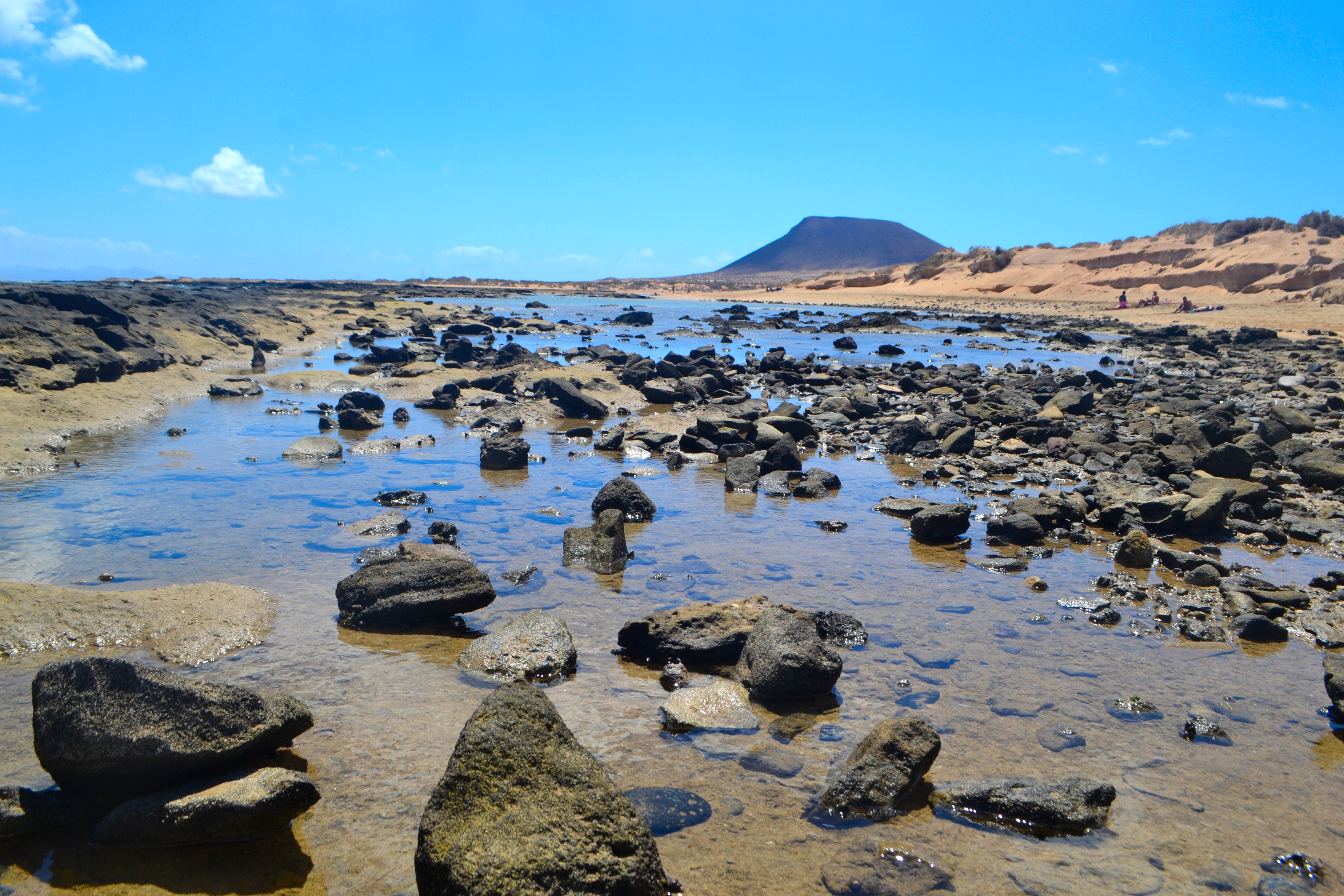
La Graciosa

El municipio de Teguise, con sus 264 km², es el más extenso de la isla de Lanzarote. En el interior del mismo, a los pies de la Caldera de Guanapay, se sitúa la capital municipal, la Villa de Teguise, declarada en los años 106 Conjunto Arquitectónico Histórico-Artístico. En la costa sureste del municipio se encuentra el núcleo turístico de Costa Teguise, una de las principales zonas turísticas de Lanzarote. En la otra vertiente costera (noroccidental) se encuentra la playa de Famara, de seis kilómetros y medio de longitud, a los pies del Macizo de Famara. Desde esta playa y hacia el interior de la isla discurre una llanura arenosa conocida como El Jable. Otras localidades del municipio son Caleta de Famara, Tahíche, Nazaret, Guatiza, Tiagua, Tao, Soo, Muñique, El Mojón, Los Valles y Teseguite. 
La municipalidad también comprende al archipiélago Chinijo, compuesto por la isla de La Graciosa y los islotes de Alegranza, Roque del Este, Roque del Oeste y Montaña Clara.
| Parámetros climáticos promedio de Observatorio de Teguise (312 m s. n. m.) (periodo de referencia: 1885-1919, extremas: 1972-2018) | Parámetros climáticos promedio de Observatorio de Teguise (312 m s. n. m.) (periodo de referencia: 1885-1919, extremas: 1972-2018) | Parámetros climáticos promedio de Observatorio de Teguise (312 m s. n. m.) (periodo de referencia: 1885-1919, extremas: 1972-2018) | Parámetros climáticos promedio de Observatorio de Teguise (312 m s. n. m.) (periodo de referencia: 1885-1919, extremas: 1972-2018) | Parámetros climáticos promedio de Observatorio de Teguise (312 m s. n. m.) (periodo de referencia: 1885-1919, extremas: 1972-2018) | Parámetros climáticos promedio de Observatorio de Teguise (312 m s. n. m.) (periodo de referencia: 1885-1919, extremas: 1972-2018) | Parámetros climáticos promedio de Observatorio de Teguise (312 m s. n. m.) (periodo de referencia: 1885-1919, extremas: 1972-2018) | Parámetros climáticos promedio de Observatorio de Teguise (312 m s. n. m.) (periodo de referencia: 1885-1919, extremas: 1972-2018) | Parámetros climáticos promedio de Observatorio de Teguise (312 m s. n. m.) (periodo de referencia: 1885-1919, extremas: 1972-2018) | Parámetros climáticos promedio de Observatorio de Teguise (312 m s. n. m.) (periodo de referencia: 1885-1919, extremas: 1972-2018) | Parámetros climáticos promedio de Observatorio de Teguise (312 m s. n. m.) (periodo de referencia: 1885-1919, extremas: 1972-2018) | Parámetros climáticos promedio de Observatorio de Teguise (312 m s. n. m.) (periodo de referencia: 1885-1919, extremas: 1972-2018) | Parámetros climáticos promedio de Observatorio de Teguise (312 m s. n. m.) (periodo de referencia: 1885-1919, extremas: 1972-2018) | Parámetros climáticos promedio de Observatorio de Teguise (312 m s. n. m.) (periodo de referencia: 1885-1919, extremas: 1972-2018) |
| Mes | Ene. | Feb. | Mar. | Abr. | May. | Jun. | Jul. | Ago. | Sep. | Oct. | Nov. | Dic. | Anual |
| --- | --- | --- | --- | --- | --- | --- | --- | --- | --- | --- | --- | --- | --- |
| Temp. máx. abs. (°C) | 27.9 | 29.0 | 32.7 | 36.3 | 42.6 | 40.7 | 42.9 | 43.6 | 40.5 | 37.3 | 34.2 | 27.5 | 43.6 |
| Temp. máx. media (°C) | 17.3 | 17.6 | 19.1 | 19.7 | 20.8 | 21.4 | 23.0 | 24.1 | 24.6 | 23.4 | 20.2 | 18.0 | 24.8 |
| Temp. media (°C) | 13.9 | 14.1 | 15.1 | 15.8 | 16.9 | 17.7 | 19.1 | 20.1 | 20.7 | 19.7 | 16.7 | 14.7 | 21.1 |
| Temp. mín. media (°C) | 10.4 | 10.6 | 11.1 | 11.8 | 13.0 | 13.9 | 15.2 | 16.2 | 16.8 | 16.0 | 13.2 | 11.4 | 17.4 |
| Temp. mín. abs. (°C) | 8.0 | 7.6 | 8.3 | 9.5 | 11.5 | 12.4 | 15.4 | 16.6 | 15.5 | 12.0 | 10.9 | 9.0 | 7.6 |
| Precipitación total (mm) | 42.6 | 31.9 | 21.3 | 8.6 | 4.0 | 0.1 | 0.0 | 0.8 | 4.0 | 16.5 | 26.6 | 48.4 | 200.0 |
| Días de precipitaciones (≥ 1 mm)                                                                                                   | 3.2 | 2.7 | 2.4 | 1.3 | 0.4 | 0.0 | 0.0 | 0.1 | 0.4 | 1.9 | 3.0 | 3.8 | 19.0 |
| Horas de sol | 203 | 201 | 241 | 255 | 297 | 292 | 308 | 295 | 248 | 235 | 207 | 196 | 2986 |
| Humedad relativa (%) | 69 | 71 | 73 | 72 | 74 | 78 | 80 | 80 | 76 | 76 | 71 | 71 | 74.3 |
| Fuente: Agencia Estatal de Meteorología                                                                                            | | | | | | | | | | | | | |

## Demografía
Teguise cuenta con una población de 23 848 habitantes (INE 2024).
| Gráfica de evolución demográfica de Teguise entre 1842 y 2021                                                       |
| |
| Población de derecho según los censos de población del INE Población de hecho según los censos de población del INE |

## Administración y política
Actualmente, el municipio está gobernado por Coalición Canaria gracias a un pacto con el Partido Popular y con Vox, siendo nombrada Olivia Duque alcaldesa desde 2023.
| Partido político                             | 2023  | 2023  | 2023       | 2019  | 2019  | 2019       | 2015  | 2015  | 2015       | 2011  | 2011  | 2011       | 2007  | 2007  | 2007       |
| Partido político                             | %     | Votos | Concejales | %     | Votos | Concejales | %     | Votos | Concejales | %     | Votos | Concejales | %     | Votos | Concejales |
| Partido Socialista Obrero Español (PSOE)     | 31,78 | 2818  | 8          | 26,58 | 2227  | 7          | 12,50 | 993   | 3          | 14,85 | 1014  | 3          | 19,73 | 1399  | 4          |
| Coalición Canaria (CC)                       | 27,86 | 2471  | 7          | 43,65 | 3657  | 11         | 52,88 | 4200  | 12         | 38,77 | 2648  | 10         | 24,02 | 1703  | 5          |
| Partido Popular (PP)                         | 12,36 | 1096  | 3          | 8,04  | 674   | 2          | 6,41  | 509   | 1          | 16,56 | 1131  | 4          | 8,98  | 637   | 2          |
| Nueva Canarias (NC)                          | 7,07  | 627   | 1          | 3,12  | 262   | 0          | 2,51  | 199   | 0          | –     | –     | –          | 4,64  | 329   | 0          |
| Primero Teguise (PTG)                        | 6,81  | 604   | 1          | –     | –     | –          | –     | –     | –          | –     | –     | –          | –     | –     | –          |
| Vox                                          | 5,09  | 452   | 1          | 2,62  | 220   | 0          | –     | –     | –          | –     | –     | –          | –     | –     | –          |
| Podemos-Izquierda Unida (IU)                 | 2,69  | 239   | 0          | 6,32  | 530   | 1          | 5,74  | 456   | 1          | 2,93  | 200   | 0          | –     | –     | –          |
| Somos Lanzarote                              | –     | –     | –          | –     | –     | –          | 9,54  | 758   | 2          | –     | –     | –          | –     | –     | –          |
| Partido de Independientes de Lanzarote (PIL) | –     | –     | –          | –     | –     | –          | 8,26  | 656   | 2          | 15,96 | 1090  | 4          | 30,86 | 2188  | 6          |

## Historia
Con anterioridad a la conquista de la isla por los europeos, el entorno de la villa conocido como la Gran Aldea, era uno de los principales núcleos de población maja. Otro de los asentamientos de población aborigen más importantes en Lanzarote fue Zonzamas, principal yacimiento arqueológico de la isla, que se encuentra en el ámbito territorial de este municipio. Tras la conquista normanda, el sobrino de Jean de Bethencourt, Maciot, heredero del señorío de las islas Canarias, fundó Teguise, tercera urbe colonial de Canarias después de San Marcial del Rubicón, al sur de Lanzarote, y Betancuria, en Fuerteventura. 
Teguise, (originalmente Villa de San Miguel Arcángel de Teguise) se convirtió en la capital de la Isla aprovechando su emplazamiento geográfico central que le procuraba resguardo de las frecuentes incursiones de piratas, que aun así sacudieron a la población en varias ocasiones. La montaña de Guanapay sirvió como atalaya de vigilancia al divisarse desde ella la práctica totalidad de las costas de la isla. Allí se construyó una fortaleza defensiva, el Castillo de Santa Bárbara, convertido en el siglo XX en sede del Museo del Emigrante Canario y posteriormente en Museo de la Piratería.
Teguise creció desde mediados del siglo XVI constituyéndose un importante entramado urbano que se ha conservado. En la villa se concentraban las principales instituciones de la isla, como el Cabildo o la Escribanía, así como los principales centros eclesiásticos.
En el siglo XIX, el puerto de Arrecife fue tomando un mayor peso económico y social, trasladándose la capital de la isla a dicha ciudad en 1847. En esa mismas fechas se desarrollará en el municipio de Teguise una importante actividad en torno al cultivo de la cochinilla, insecto parásito de la tunera o chumbera del cual se extrae el tinte que sirve a la fabricación del color carmín. A pesar de la crisis del sector con el desarrollo de los tintes sintéticos, este cultivo tradicional se ha conservado en el entorno de las localidades de Mala y Guatiza.
En las últimas décadas del siglo XX, el turismo se ha convertido en una de las principales fuentes económicas del municipio, principalmente en la localidad de Costa Teguise, uno de los tres principales centros turísticos de Lanzarote.

## Cultura

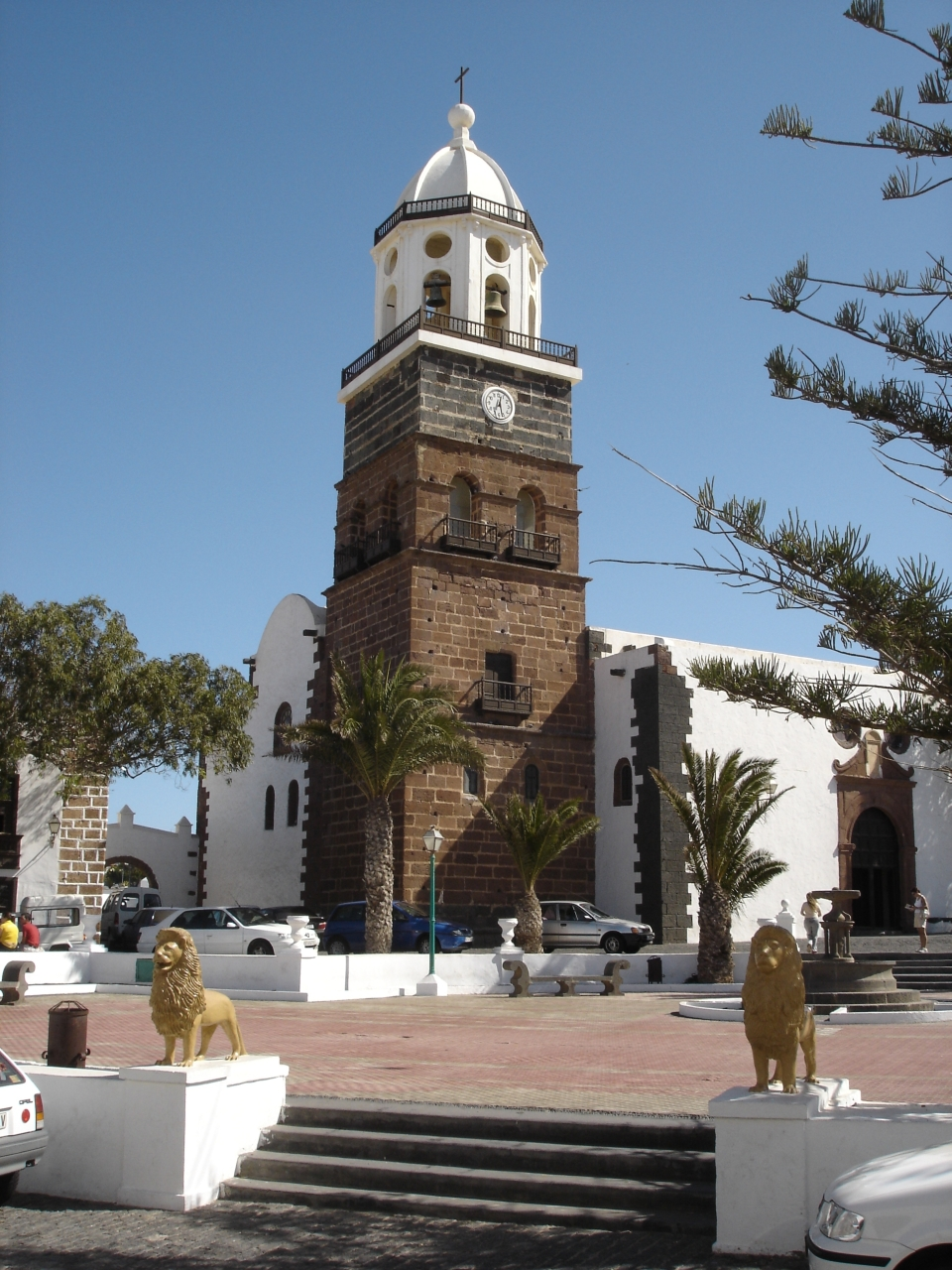
Iglesia de Nuestra Señora de Guadalupe

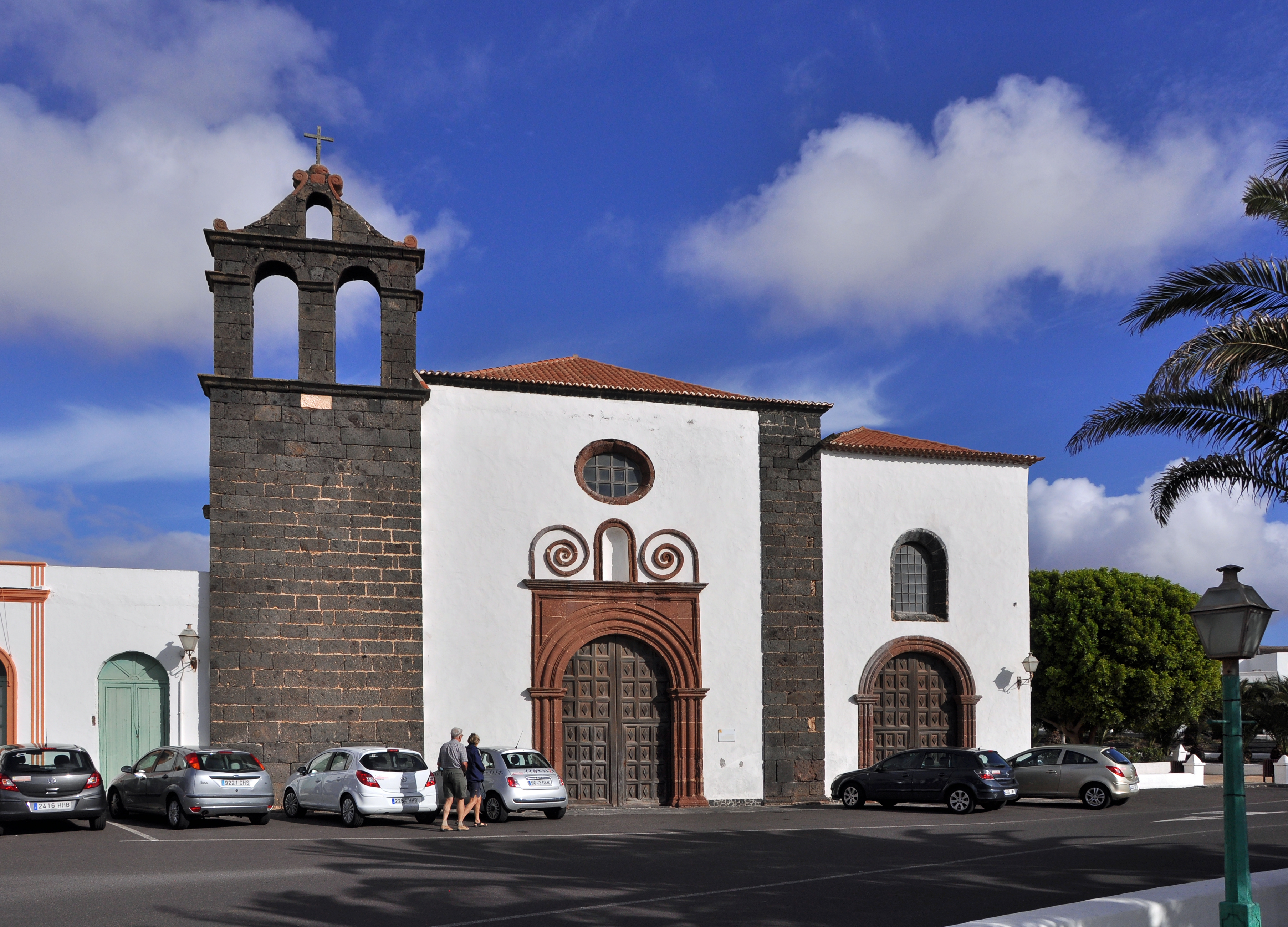
Convento de San Francisco

### Patrimonio
- Castillo de Santa Bárbara: fortaleza del siglo XVI; fue la sede del Museo del Emigrante Canario, hoy en día es el Museo de la Piratería. Declarado Bien de Interés Cultural.
- Iglesia Matriz de Nuestra Señora de Guadalupe: templo del siglo XVI, aunque con reformas posteriores, en el centro del casco histórico. Es la iglesia matriz de Lanzarote.
- Palacio Spínola: casona señorial del siglo XVIII.
- Conventos de Santo Francisco y Santo Domingo: Ejemplos de la arquitectura religiosa canaria de los siglos XVI y XVII.
- Ermita de San Rafael: Declarada Bien de Interés Cultural.
- Ermita del Santísimo Cristo de la Vera Cruz, advocación de Cristo más venerada de Lanzarote.
- La Cilla.

#### Famara
- Ermita de Nuestra Señora de las Nieves: la histórica patrona de la isla de Lanzarote.[11]

#### Guatiza
- Jardín de Cactus: obra del artista lanzaroteño César Manrique.

#### Costa Teguise
- Residencia Real de La Mareta: casona a pie de costa adquirida por el rey Husein I de Jordania y remodelada por César Manrique. Fue donada por el entonces rey jordano a la familia real española.

### Tradiciones
Destacan las festividades del Carmen y de Las Nieves. Esta última es la histórica patrona de la isla de Lanzarote.
Originalmente se realizaba una Bajada Lustral de la Virgen de las Nieves al casco de Teguise con motivo de sequías, en donde permanecía nueve días en novenario. Por esta razón el Cabildo de Lanzarote la declaró patrona de la isla en 1724. En la actualidad se celebra una tradicional romería hasta su ermita, en los altos de Famara. 
El carnaval de Teguise está asociado a Los Diabletes, conjunto de personas ataviadas con disfraces de aspecto diabólico que tratan de asustar a los más pequeños del pueblo. Además, Teguise es considerada cuna del timple, y una de las localidades con mayor tradición en la fabricación de este típico instrumento canario. 
La artesanía también es importante en este municipio, sobre todo la cerámica. Destacan en este sentido unas características figurillas con rasgos sexuales masculinos y femeninos muy remarcados y conocidos como los Novios del Mojón. En los últimos lustros se ha consolidado un colorista mercadillo que se celebra en las calles de la Villa de Teguise cada domingo.

## Localidades hermanadas
- Niebla, España[14]

## Personas destacadas
- José Clavijo y Fajardo (h. 1726-1806).